# Кварчия, Валерий Ермейович
Валерий Ермейович Кварчия (абх. Кәарҷиа Валери Еремеи-иԥа; род. 10 февраля 1946, Ткварчели) — советский и абхазский политик, общественный деятель и филолог. Депутат Народного собрания Республики Абхазия (1991—1996 и 2007—2022), председатель НС РА (2017—2022), заместитель председателя НС РА (2016—2017). Доктор филологических наук (2003), профессор, ведущий научный сотрудник Абхазского института гуманитарных исследований, действительный член Академии наук Абхазии (2014), лауреат Государственной премии имени Г. А. Дзидзария (2005).

## Биография
Родился 10 февраля 1946 года в городе Ткварчели, Абхазская АССР. По национальности абхаз. В 1964 году окончил Ткварчельскую среднюю школу № 1.
В 1970 году окончил исторический факультет Сухумского государственного педагогического института (ныне Абхазский государственный университет) по специальности «преподаватель истории». В 1970—1971 годах проходил срочную службу в Вооружённых силах СССР.
В 1969—1970 и 1971—1974 годах работал в Абхазском государственном музее, занимал должности научного сотрудника и заведующего отделом.
В 1966—1970 годах возглавлял студенческое правозащитное движение в Абхазии. Также в советское время участвовал в составлении «абхазских писем» и являлся одним из руководителей Народного форума Абхазии «Аидгылара».
С 1974 или 1975 года работает в Абхазском институте языка, литературы и истории (ныне Абхазский институт гуманитарных исследований), занимал должности научного сотрудника отдела лексикологии, с 1980 года — старшего научного сотрудника, с 1982 года — заведующего отделом лексикологии, с 2004 года — ведущего научного сотрудника.
В 1980 году окончил аспирантуру в Кабардино-Балкарском государственном университете, защитил диссертацию «Животноводческая (пастушеская) лексика в абхазском языке» под руководством Б. Х. Балкарова и получил учёную степень кандидата филологических наук. В 2003 году в Институте языкознания РАН в Москве защитил диссертацию «Историческая и современная топонимия Абхазии» и получил учёную степень доктора филологических наук. В 2014 году избран действительным членом Академии наук Абхазии.
В 1991—1996 и 2007—2022 годах являлся депутатом Народного собрания Республики Абхазия (НС РА) I, IV, V и VI созывов. В 2007, 2012 и 2017 годах избирался по Баслатскому избирательному округу Сухумского района, в 2017 году — от партии «Форум народного единства Абхазии». В 2016 году избирался вицеспикером НС РА, в 2017 году — спикером НС РА. В составе 2007—2012 годах являлся председателем Комитета НС РА по образованию, науке, культуре, делам молодёжи и спорту, с 2010 года — председателем Комиссии РА по делимитации государственной границы, в составе 2012—2017 года — председателем Комитета НС РА по языковой политике и демографии.
С 2003 года являлся председателем общественно-политического движения «Аидгылара».
Женат, имеет троих детей, один из них — Кан Кварчия, депутат НС РА и и. о. мэра Сухума.

## Награды
- Государственная премия имени Г. А. Дзидзария (2005) за монографию «Топонимика Абхазии»[2]
- Действительный член Академии наук Абхазии (2014)[2]
- Орден «Честь и слава» III, II и I степени[3]
- Заслуженный деятель науки Республики Абхазия[3]